# 莫爾 (塞爾維亞)

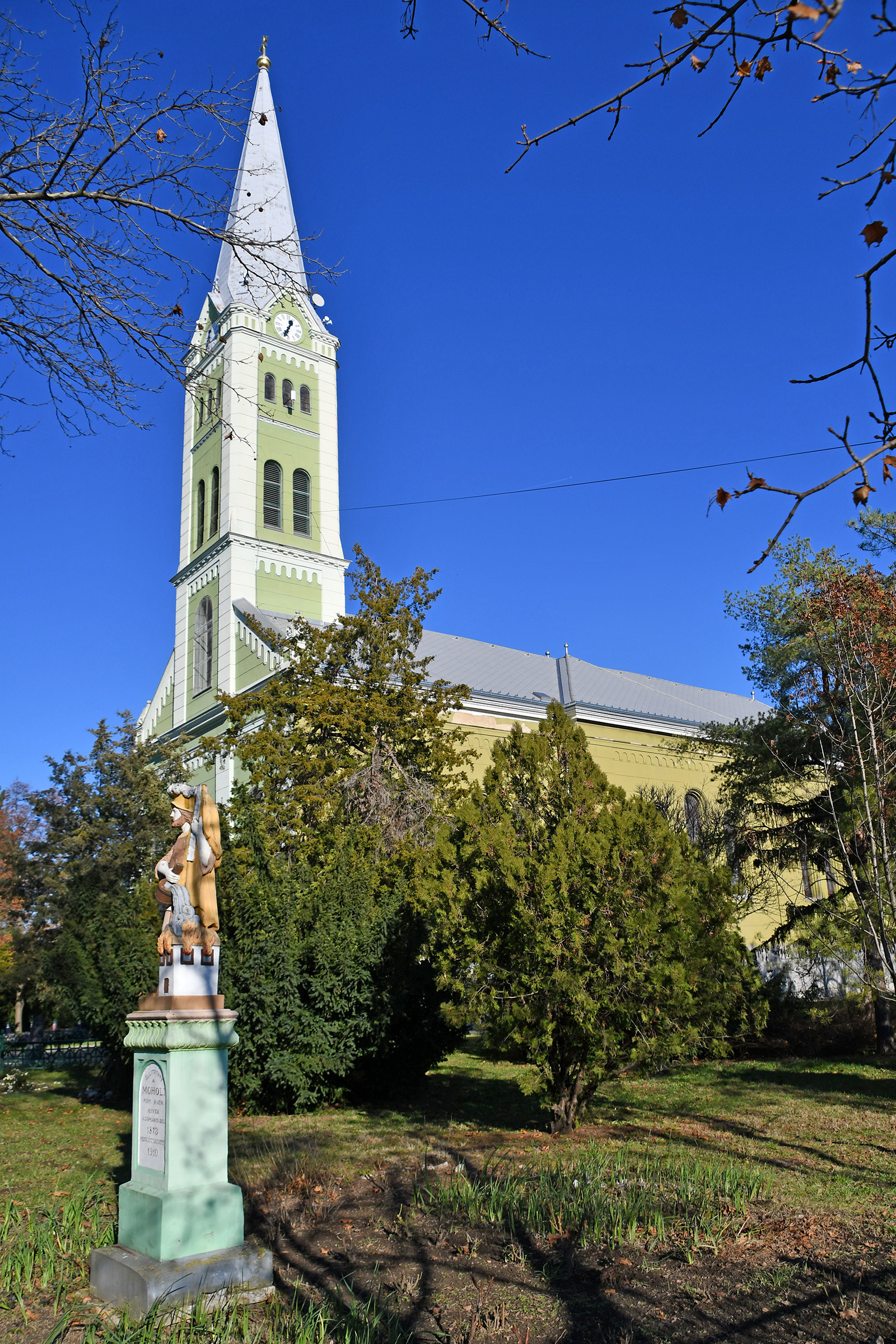
莫爾的羅馬天主教堂

莫爾是塞爾維亞伏伊伏丁那自治省北巴納特區阿达市镇的城鎮。海拔高度69米，2011年人口6,009人，其中六成居民是匈牙利人。

## 外部連結
- History of Mol （页面存档备份，存于） （匈牙利文）

45°46′N 20°08′E / 45.767°N 20.133°E